# 陳曉南
陈晓南（1908－1993），别名晓南。江苏溧阳人。当代铜版画家。中国美术家协会会员。

## 生平
1908年，陈晓南生于江苏省溧阳县戴埠镇陈家村。1924年毕业于溧阳私立同济中学，后考入镇江的江苏省立第六中学，1926年回母校陈家村小学教书一年，1927年在无锡美术专科学校读书，1930年应聘去印度尼西亚苏门答腊华侨中学任教半年，后在南京中央大学艺术系师从徐悲鸿主攻中国画，同时在南京鼓楼小学教美术课，半工半读。
1935年在南京参加中国文艺社任美术主编，1937年抗战全面爆发后随社迁往重庆。1938年春参加了徐悲鸿组织的中央大学艺术系战地写生团，与吴作人、孙宗慰、林家旅、沙季同一行五人经武汉到河南潢川鸡公山抗日前线慰问、写生。1939年6月，参加了中华全国文艺界抗敌协会作家战地访问团，到八路军抗日前线太行山、中条山等战地访问、写生，历时半年。
1942年任中国美术学院副研究员兼徐悲鸿院长私人秘书，1946年冬赴英国留学，期间对铜版画产生兴趣，在伦敦中央工艺美术学院 (英国)专攻铜版画艺术。
1950年2月陈晓南回国后任教于中央美术学院，1951年建立了我国第一间铜版画工作室，同年加入中国美术家协会和中国文艺联合会。1953年徐悲鸿逝世后任北京徐悲鸿纪念馆副馆长，1961年调任广州美术学院版画系教授。1984年病退。
1993年10月14日病逝于北京同仁医院。

## 作品
- 铜版画《浇钢锭》
- 套色木刻《万古长青》
- 专著《怎样作铜版画》